# Кубок Уругваю з футболу 2025
Кубок Уругваю з футболу 2025 — 4-й розіграш кубкового футбольного турніру в Уругваї. Титул захищає Дефенсор Спортінг.

## Календар
| Раунд       | Дата              | Матчі | Клуби   |
| ----------- | ----------------- | ----- | ------- |
| 1/16 фіналу | 5-28 серпня 2025  | 16    | 32 → 16 |
| 1/8 фіналу  |                   | 8     | 16 → 8  |
| 1/4 фіналу  |                   | 4     | 8 → 4   |
| 1/2 фіналу  |                   | 4     | 4 → 2   |
| Фінал       | 19 листопада 2025 | 1     | 2 → 1   |